# Ноцицептор
Ноцице́птор (лат. nocens «вредный» + рецептор, также ноцирецептор) — первичный афферентный (сенсорный) нейрон, который активируется только болевым раздражителем (который повреждает или потенциально может повредить ткани организма).
Интенсивная стимуляция ноцицепторов обычно вызывает неприятные ощущения и может причинить вред организму.
Ноцицепторы расположены главным образом в коже (кожные ноцирецепторы) или во внутренних органах (висцеральные ноцирецепторы).
В окончаниях миелинизированных волокон (А-тип) они обычно реагируют только на интенсивное механическое раздражение; в окончаниях немиелинизированных волокон (С-тип) они могут реагировать на различные типы раздражений (механическое, тепловое или химическое).